# Стыр
Стыр (укр. Стир, бел. Стыр), прежнее название Стырь — река на северо-западной Украине и в Беларуси, правый приток Припяти.
Стыр берёт начало на Волынской возвышенности недалеко от села Пониква Золочевского района Львовской области. Высота истока — 258,8 м над уровнем моря. Протекает Львовскую, Волынскую и Ровненскую области, после чего пересекает границу с Брестской областью Беларуси, где впадает в Припять.
Длина реки — 494 км, из них 70 км на территории Беларуси, площадь водосборного бассейна — 13 100 км², из них 493 км² на территории Беларуси. Долина реки трапецеидальная, узкая (200—300 м) и глубоко врезанная в верхнем течении. В нижнем течении долина Стыра сливается с долиной Припяти. Склоны долины в верхнем течении крутые, высотой 30—40 м. Пойма непрерывная, двусторонняя. Пересекается старицами в нижнем течении. Ширина поймы в нижнем течении до двух километров. В Припять Стыр впадает двумя рукавами.
В ходе Ноябрьского восстания берега реки стали театром военных действий во время боя под Боремелем.
С 1922 года гидрологический режим изучался на 18 постах. Для Стыра характерно интенсивное весеннее половодье (до 50 % годового стока). Среднегодовой расход воды в устье составляет 49,5 м³/с.
Минерализация воды реки в районе города Луцк в среднем составляет: весеннее половодье — 373 мг/дм³; летне-осенняя межень — 414 мг/дм³; зимняя межень — 542 мг/дм³.
Река используется в качестве водоприёмника мелиоративной системы.
На Стыре расположены города Берестечко, Рожище, Луцк и Вараш, посёлки городского типа Колки, Заречное.
В 2015 году в Маневицком районе у села Староселье в обмелевшей реке Стырь обнаружили 12-метровую лодку, датированную методом радиоуглеродного анализа XIV веком. На корпусе сохранились ложементы поперечных балок моста судна. На дне лодки под слоем глины, песка и ила был найден железный предмет с клеймом похожим на герб князей Острожских.

## Галерея
- Стыр в Вараше